# 国鉄テ1形貨車
国鉄テ1形貨車（こくてつテ1がたかしゃ）は、かつて日本国有鉄道（国鉄）およびその前身である鉄道省等に在籍した12 t 積みの鉄製有蓋車である。

## 概要
1928年（昭和3年）5月の車両称号規程改正によりテワ1113形、テワ1257形 460両はテ1形（テ1 - テ460）1形式にまとめられた上で形式名変更された。
テワ1113形（テワ1113,テワ1114）は元関西鉄道の459、460を1911年（明治44年）車両称号規程制定により形式化され誕生した形式である。またテワ1257形は1912年（明治45年）から1914年（大正3年）にかけて450両（テワ1257 - テワ1449、テワ26000 - テワ26256）が製作された車両である。
1943年（昭和18年）7月1日に鶴見臨港鉄道が買収され、それに伴い鶴見臨港鉄道テ5501形80両（テ5501 - テ5580）が本形式（テ461 - テ540）に編入された。1944年（昭和19年）5月1日には西日本鉄道の一部も買収され、それに伴い西日本鉄道車両5両が本存形式（テ541 - テ545）に編入された。
雨水の漏れを防ぐため屋根と側面板を一体化したワゴントップ構造であり、この構造はテム300形まで受け継がれることとなる。一部の車両には、補強を車体の外側に取り付けた車両が存在した。（東武鉄道に同形車のテ201形が存在し、テ241が上毛電気鉄道の大胡電車庫に保存されている）車体塗色は黒一色、寸法関係は、全長は6,122 mm - 6,199 mm、全幅は2,464 mm - 2,642 mm、全高は3,426 mm - 3,558 mm、実容積は26.9 m3 - 25.3 m3、自重は6.7 t である。
最後まで在籍したテ425、テ508が1952年（昭和37年）8月9日に廃車になり形式消滅した。